# Winston Field
Sir Winston Joseph Field (ur. 6 czerwca 1904 w Bromsgrove, zm. 17 marca 1969) – polityk Rodezji Południowej (obecnie Zimbabwe) pochodzenia brytyjskiego.
W 1921 przyjechał do Rodezji Południowej, zostając plantatorem tytoniu. Należał do przeciwników dekolonizacji. W latach 1961–1964 stał na czele Frontu Rodezyjskiego. Był siódmym premierem Rodezji Południowej od 17 grudnia 1962 do 13 kwietnia 1964.